# 水俣市立水俣第二小学校
水俣市立水俣第二小学校（みなまたしりつ みなまただいにしょうがっこう）は、熊本県水俣市栄町にある小学校。

## 沿革
- 1928年(昭和3年) - 水俣尋常高等小学校江添分校落成
- 1941年(昭和16年) - 水俣国民学校江添分校に改称
- 1943年(昭和18年) - 水俣国民学校から独立し水俣第二国民学校となる。水俣国民学校は水俣第一国民学校に改称。
- 1947年(昭和22年) - 葦北郡水俣町立水俣第二小学校に改称
- 1949年(昭和24年) - 水俣市立水俣第二小学校に改称

## 歴代校長
- 1881年(明治14年) - 初代校長
- - 第  代校長 上舞隆夫